# Бекет
Бекет (рум. Bechet) — місто у повіті Долж в Румунії.
Місто розташоване на відстані 185 км на захід від Бухареста, 61 км на південь від Крайови.

## Населення
За даними перепису населення 2002 року у місті проживали 3864 особи.
Національний склад населення міста:
| Національність | Кількість осіб | Відсоток |
| -------------- | -------------- | -------- |
| румуни         | 3675           | 95,1%    |
| цигани         | 187            | 4,8%     |
| угорці         | 2              | 0,1%     |

Рідною мовою назвали:
| Мова      | Кількість осіб | Відсоток |
| --------- | -------------- | -------- |
| румунська | 3862           | 99,9%    |
| угорська  | 1              | < 0,1%   |
| циганська | 1              | < 0,1%   |

Склад населення міста за віросповіданням:
| Релігія       | Кількість осіб | Відсоток |
| ------------- | -------------- | -------- |
| православні   | 3838           | 99,3%    |
| п'ятдесятники | 17             | 0,4%     |
| римо-католики | 3              | 0,1%     |
| баптисти      | 2              | 0,1%     |
| адвентисти    | 1              | < 0,1%   |

## Зовнішні посилання
- Дані про місто Бекет на сайті Ghidul Primăriilor [Архівовано 14 травня 2012 у Wayback Machine.]